# Ihata Shotaro
Shotaro Ihata (sinh ngày 12 tháng 2 năm 1987) là một cầu thủ bóng đá người Nhật Bản.

## Sự nghiệp câu lạc bộ
Shotaro Ihata đã từng chơi cho Roasso Kumamoto, Albirex Niigata Singapore, Home United và Geylang International.